# Príbelce
Príbelce ist eine Gemeinde im Süden der Slowakei mit 569 Einwohnern (Stand 31. Dezember 2024). Sie gehört zum Okres Veľký Krtíš, einem Kreis des Banskobystrický kraj.

## Geographie

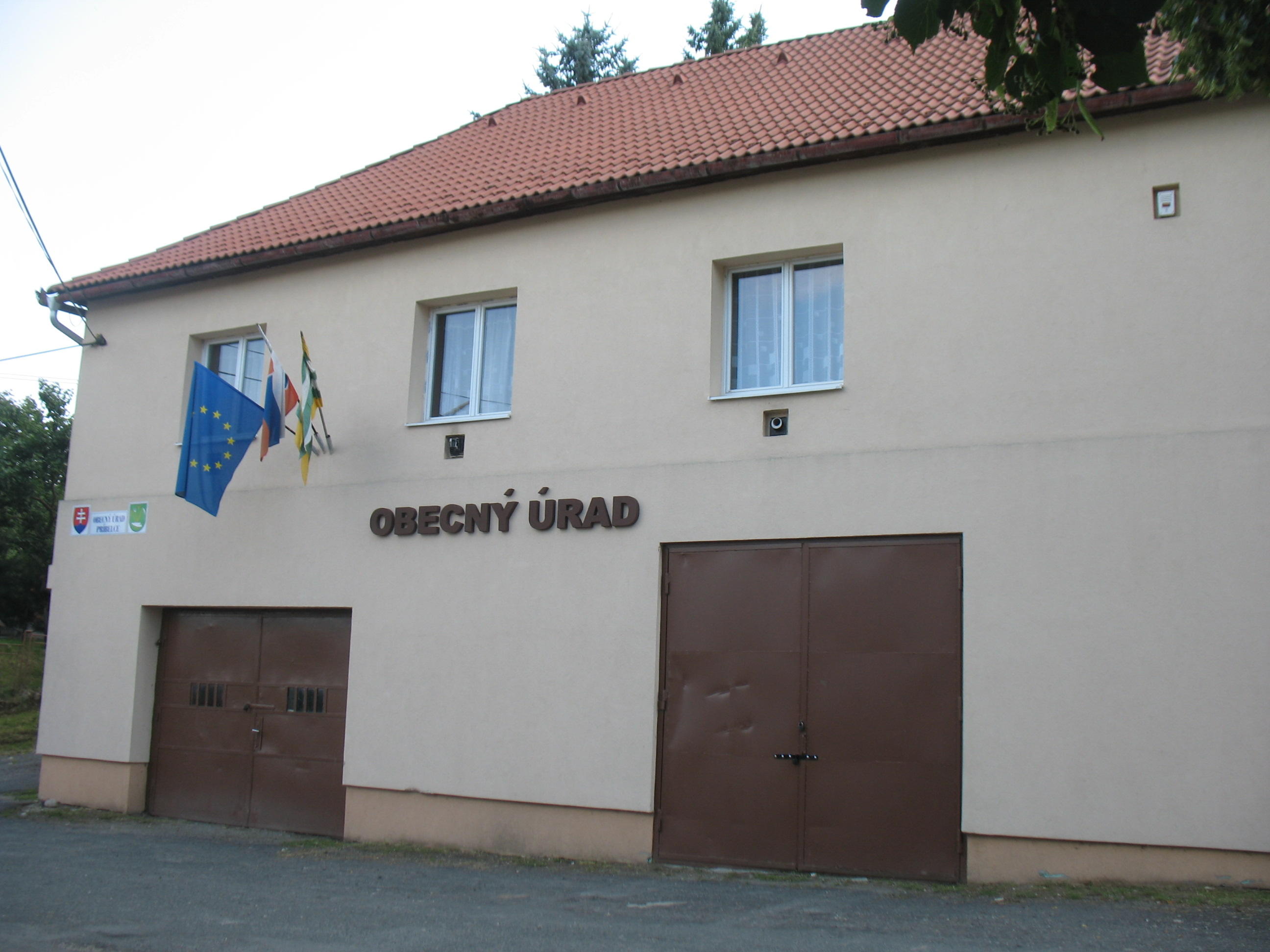
Sitz des Gemeindeamtes

Die Gemeinde befindet sich am südöstlichen Rand von Krupinská planina (deutsch etwa „Karpfener Hochebene“) im Tal des Čahovský potok im Einzugsgebiet des Ipeľ. Im Süden reicht das Gemeindegebiet in den Talkessel Ipeľská kotlina, der ein Teil der Juhoslovenská kotlina ist. Das Ortszentrum liegt auf einer Höhe von 300 m n.m. und ist neun Kilometer von Veľký Krtíš entfernt.
Nachbargemeinden sind Horné Plachtince im Norden, Stredné Plachtince im Nordosten, Dolné Plachtince im Osten, Obeckov im Südosten, Nenince im Süden und Čebovce im Westen.

## Geschichte

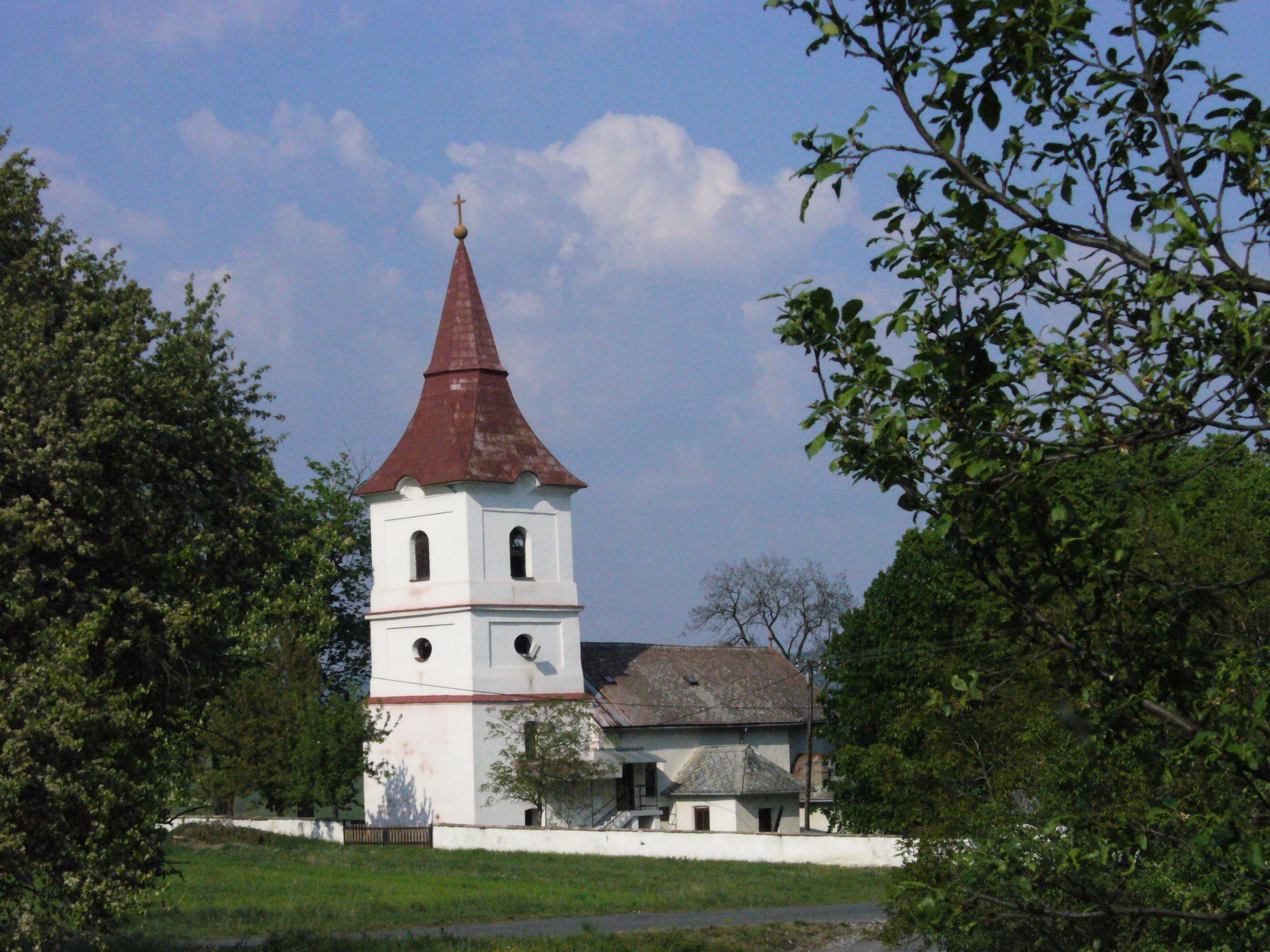
Evangelische Kirche

Die heutige Gemeinde entstand 1966 durch Zusammenschluss von Dolné Príbelce (bis 1927 „Dolné Pribelce“; ungarisch Alsófehérkút – bis 1892 Alsópribel) und Horné Príbelce (bis 1927 „Horné Pribelce“; ungarisch Felsőfehérkút – bis 1892 Felsőpribel). Beide Orte bilden bis heute eigene Katastralgemeinden.
Der ursprüngliche Ort wurde zum ersten Mal 1244 als Prebul schriftlich erwähnt. 1262 schenkte das Geschlecht Hont die Ortsgüter an den Propst von Bzovík. Im Laufe des 14. Jahrhunderts gab es zwei getrennte Orte, die 1354 als Felseuprebul (für Horné Príbelce) und Olsouprebul (für Dolné Príbelce) erwähnt wurden. 1828 zählte man in Horné Príbelce 50 Häuser und 301 Einwohner, in Dolné Príbelce 77 Häuser und 463 Einwohner, die vorwiegend in der Landwirtschaft beschäftigt waren. Gutsbesitzer im 19. Jahrhundert stammten aus den Familien Laszkár und Zichy.
Bis 1918/1919 gehörte der im Komitat Hont liegende Ort zum Königreich Ungarn und kam danach zur Tschechoslowakei beziehungsweise heute Slowakei.

## Bevölkerung
| Jahr                | 1994 | 2004    | 2014    | 2024    |
| ------------------- | ---- | ------- | ------- | ------- |
| Anzahl der Personen | 627  | 585     | 571     | 569     |
| Unterschied         |      | −6,69 % | −2,39 % | −0,35 % |

| Jahr                | 2023 | 2024    |
| ------------------- | ---- | ------- |
| Anzahl der Personen | 561  | 569     |
| Unterschied         |      | +1,42 % |

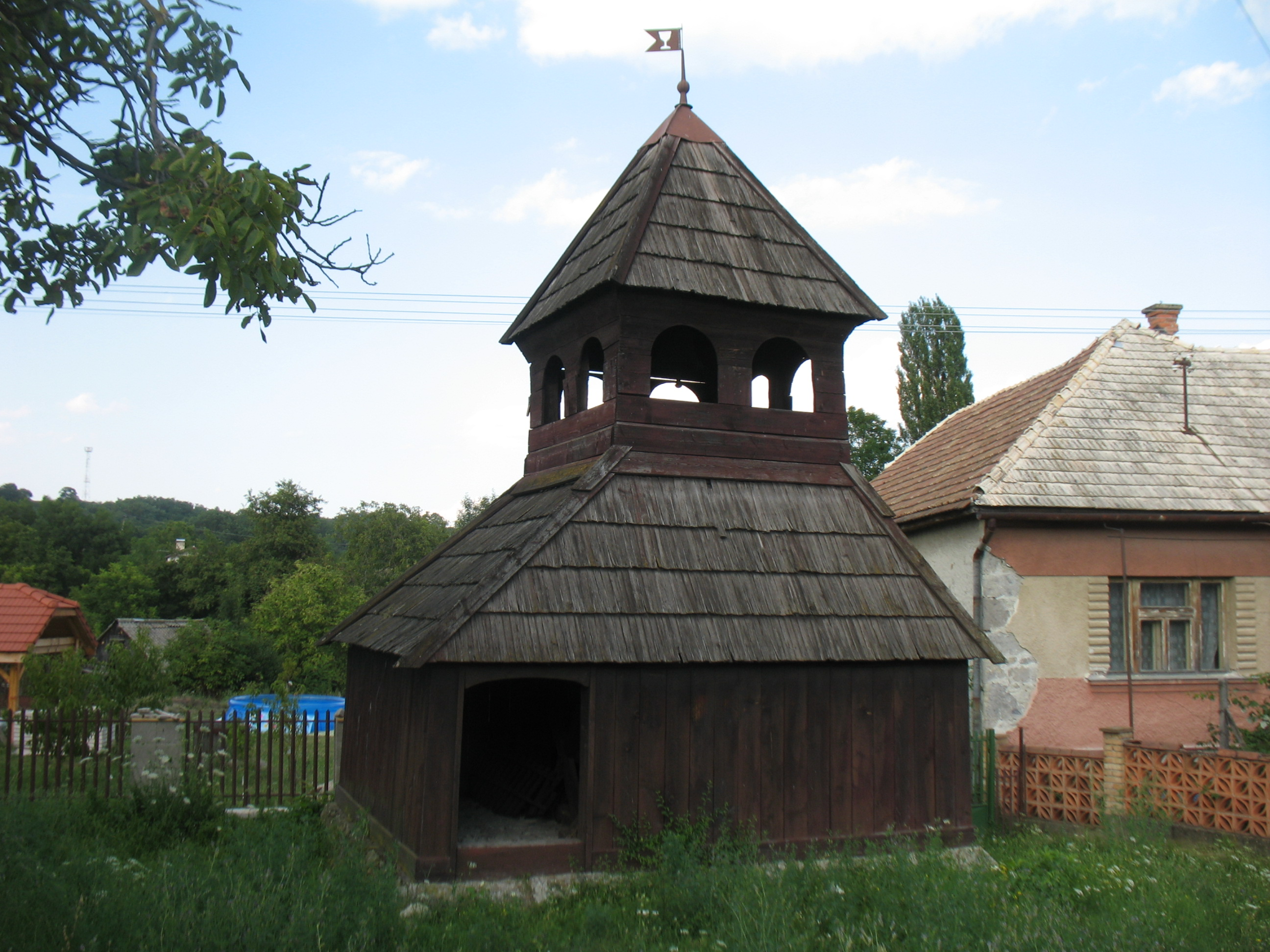
Holzglockenturm

Gemäß der Volkszählung 2011 wohnten in Príbelce 567 Einwohner, davon 537 Slowaken, drei Tschechen und ein Magyare. Ein Einwohner gab eine andere Ethnie an und 25 Einwohner machten keine Angabe zur Ethnie.
445 Einwohner bekannten sich zur Evangelischen Kirche A. B., 73 Einwohner zur römisch-katholischen Kirche, fünf Einwohner zur evangelisch-methodistischen Kirche und ein Einwohner zur griechisch-katholischen Kirche. 10 Einwohner waren konfessionslos und bei 33 Einwohnern wurde die Konfession nicht ermittelt.

## Bauwerke
- evangelische Kirche im frühgotischen Stil aus dem Ende des 13. Jahrhunderts, im 17. Jahrhundert umgebaut
- Holzglockenturm in Horné Príbelce aus dem Ende des 18. Jahrhunderts
- Holzglockenturm in Dolné Príbelce aus der zweiten Hälfte des 19. Jahrhunderts
- Landschloss im spätbarocken Stil aus der ersten Hälfte des 18. Jahrhunderts, im 20. Jahrhundert umgebaut